# Bufo cryptotympanicus
Bufo cryptotympanicus – gatunek płaza bezogonowego z rodziny ropuchowatych.

## Systematyka
Gatunek ten zalicza się do podrodzaju Bufo w obrębie rodzaju Bufo w rodzinie ropuchowatych (Bufonidae).

## Cykl życiowy
Nie wiadomo, jak rozmnaża się ten gatunek. Przypuszcza się, że rozród zachodzi w wodzie. Z jaja wylęga się prowadząca wodny tryb życia kijanka. Pokrewny wschodnioazjatycki gatunek Bufo pageoti rozmnaża się w strumieniach.

## Rozmieszczenie geograficzne
Płaz żyje na kontynencie azjatyckim. Jego zasięg występowania obejmuje tereny należące do dwóch państw: Chińskiej Republiki Ludowej i Wietnamu. W przypadku tego pierwszego spotyka się go w obrębie dwóch jednostek administracyjnych leżących na południu kraju: Guangxi oraz Guangdong. Jeśli zaś chodzi o Wietnam, początkowo gatunek znano tylko z dwóch stanowisk położonych po przeciwnych stronach góry Phan Xi Păng, leżącej w prowincji Lào Cai w pobliżu Sa Pa. Później odkryto też stanowisko na górze Ky Quan San w rezerwacie Bat Xat położonym na terenie tej samej prowincji.
Podejrzewa się jednak, jak podaje Międzynarodowa Unia Ochrony Przyrody (IUCN), że rzeczywisty zasięg występowania gatunku może być szerszy, niż to wynika z dotychczasowych obserwacji.

## Ekologia
Jeśli chodzi o Chiny, zwierzę bytuje na wysokościach od 450 do 1870 m nad poziomem morza. W przypadku Wietnamu jedno stanowisko znajduje się na wysokości 1900 m, a drugie na 2668 m nad poziomem morza.
Jego siedlisko stanowią górskie lasy. W przeciwieństwie do B. pageoti podejrzewanego o zapuszczanie się na tereny rolnicze, ten gatunek nie zapuszcza się na tereny otwarte.

## Status zagrożenia i ochrona
W Czerwonej księdze gatunków zagrożonych IUCN płaz ten od 2021 roku ma status gatunku najmniejszej troski (LC, Least Concern); wcześniej, od 2004 roku klasyfikowano go jako gatunek bliski zagrożenia (NT, Near Threatened). Konwencja waszyngtońska (CITES) nie obejmuje tej ropuchy.
Płaz ten nie należy do często spotykanych, a jego całkowita liczebność spada.
Wszystkie znane stanowiska B. cryptotympanicus leżą na terenie obszarów objętych ochroną. W przypadku Wietnamu IUCN podaje Park Narodowy Hoàng Liên, obejmujący wspominaną powyżej górę, oraz rezerwat Bat Xat. Jednakże w Wietnamie grozi mu przekształcanie gruntów pod hodowlę krów i kóz.
IUCN zauważa potrzebę zgromadzenia dalszych informacji, szczególnie o zasięgu i statusie gatunku w Wietnamie oraz jego wymaganiach ekologicznych.